# Sammamišské jezero

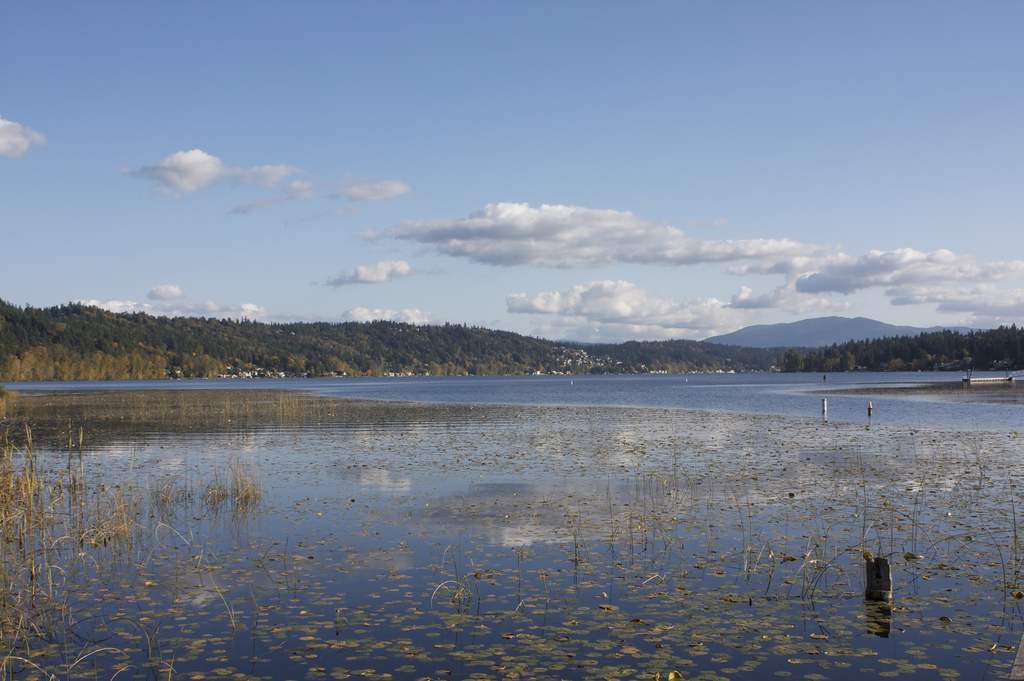
Pohled na jezero ze severního pobřeží.

Sammamišské jezero je sladkovodní nádrž 13 kilometrů na východ od města Seattle v americkém státě Washington. Dosahuje délky 12 kilometrů, šířky přes 2 kilometry, hloubky 32 metrů a jeho rozloha činí 21 km². Nedaleko na západ se nachází Washingtonovo jezero, na východě jej ohraničuje Sammamišská plošina. Mezi velká města na březích jezera patří Redmond na severu a Issaquah jihu. Jezero je napájeno potokem Issaquah Creek, vodu z něj do Washingtonova jezera odvádí z Redmondu řeka Sammamish.
Povodí jezera má rozlohu 250 km² a kromě Redmondu a Issaquah do něj patří také města Bellevue, Preston a Hobart. Povodí tvoří především malé potoky, jejichž cesta končí právě v jezeře. Největším z těchto potoků je Issaquah Creek, tvořící až 70 procent vody proudící do jezera.

## Urbanizace
Břehy jezera jsou touto dobou nejrychleji rostoucími předměstími v metropolitní oblasti okolo města Seattle. Značným rozvojem si na přelomu tisíciletí prošla města Redmond, Issaquah, Bellevue, Snoqualmie a Fall City. V roce 1999 bylo kvůli expanzi předměstí začleněno město Sammamish.

## Ekologie a ochrana
V minulosti byla voda při vysokém úhrnu srážek, který zde často bývá v porovnání se Seattlem dvojnásobný, pohlcena okolními lesy. Kypré, houbovité lesní půdy prakticky eliminovaly přetok vody při zimních bouřích a dodávaly tak zdroje podzemní vody, která se při suchých letních měsících proměňovala ve sladkovodní potůčky. Kvůli urbanizaci byla lesní půda nahrazena nepropustnými povrchy, jako jsou silnice, parkoviště nebo střechy, a při srážkách se tak zvýšilo zaplavení. Voda ze srážek obsahuje usazeniny a toxické látky, které se dostaly do potoků a tím pádem i do jezera, což má negativní vliv na ryby a další živočichy v jezeře a také to ovlivnilo průhlednost jeho vody.
V květnu 2010 pořádala federální vláda město Sammamish, aby zakázalo výstavbu v pásmu 76 metrů od pobřeží jezera, čímž má být poskytnuta ochrana zdejším populacím lososů a pstruhů amerických. V této žádosti nebyl zahrnut losos nerka, přestože environmentalisté a vědci tvrdí, že i tento druh je v jezeře a jeho přítocích na pokraji vyhynutí. Přestože město Sammamish zatím těmto konzervačním snahám odolává, sousední město Issaquah svolilo k zákazu výstavby v pásmu 61 metrů od jezera a od potoka Issaquah Creek. Celkem se odhaduje, že se v jezeře nachází už méně než sto jedinců lososu nerka.

### Bobři
Nedávný návrat bobra kanadského na břehy jezera vrhl představitele města Issaquah a státního parku Lake Sammamish, že svou činností zde bobři způsobí záplavy a že si budou dělat nory pod silnicemi. Doporučují tedy přemístění této bobří populace. V červnu 2010 požádalo město Issaquah Ministerstvo ryb a zvěře státu Washington o zbourání bobří přehrady na potoku Tibbetts Creek ve státním parku Lake Sammamish, jelikož přehrada může způsobit záplavy a zamezuje migraci lososů.
Na druhou stranu výzkumy na severu Spojených států a v Kanadě ukazují, že bobři poskytují ekologické výhody vytvářením vodních nádrží, které navyšují hojnost a rozmanitost ryb a ptáků. Výzkum v povodí řeky Stillaguamish, asi 80 kilometrů severně od jezera, ukázal, že po zmizení bobřích přehrad klesla letní produkce lososa kisuče o 89 procent.

## Rekreace a parky
Na severu jezera se nachází Marymoor Park, na jihu státní park Lake Sammamish a stezka East Lake Sammamish Trail. Mezi zdejší nejpopulárnější aktivity patří veslování, vodní lyžování, wakeboarding a wakesurfing. Na severním konci jezera se nachází veřejná slalomová dráha pro vodní lyžování.

## Zločiny
- Sériový vrah Ted Bundy unesl v roce 1974 z pláže ve státním parku Lake Sammamish dvě ženy za denního světla, když předstíral, že je zraněný.
- Vrah manželek Randy Roth utopil svou čtvrtou ženu Cynthii v roce 1991, když ji shodil z raftu, se kterým na jezero vyplul z Idylwood Parku v Redmondu.